# چشمه خاچیک
چشمه خاچیک یا چشمه‌درویش در فاصله صدمتریِ شرقِ چشمه پاچنار و در ارتفاع تقریبیِ ۱۹۰۰متری قرار دارد و از نقاط جاذب کوه صفه و از تفرجگاه‌های قدیمیِ شهر اصفهان محسوب می‌شود.
این چشمه به دلیل شرایط طبیعی و داشتن آب و سبزه در دلِ یک حفره سنگی بزرگ و نیز به دلیل موقعیت استقرار در فاصله و مکان مناسب (بین پارک صفه و قله کوه) مکانی پر جاذبه و استراحتگاهی آرام بخش برای عموم استفاده‌کنندگان از کوهستان صفه محسوب می‌شود.

## تاورنیه
کهن‌ترین مآخذی که به این چشمه اشاره دارد سفرنامه تاورنیه جهانگرد فرانسوی که در زمان شاه عباس دوم در فاصله ۱۶۶۸–۱۶۳۲ میلادی در توصیفی که از کوه صفه دارد، به این چشمه نیز اشاره می‌کند. 
در طرف شرق، یک غاری در سنگ دیده می‌شود که دست طبیعت و صنعت هر دو در ایجاد آن شرکت داشته‌اند. یک چشمه آب بسیار خوب از آن بیرون می‌آید و پیرمردی هم در آنجا منزل دارد.

## نام‌گذاری
نامِ خاجیک برگفته از نام یک ارمنی است که در کنارِ این چشمه، کافه‌ای دایر و سال‌ها اداره می‌کرده‌است و این چشمه هم امروزه در میانِ مردم به همین نام شُهره است. به‌شکلِ دولتی نیز به این چشمه، «چشمه‌درویش» گفته می‌شود.